# Porta Carratica
Porta Carratica è uno dei quattro comuni, denominati "cortine" (gli altri erano Porta al Borgo, Porta Lucchese e Porta San Marco), in cui fu diviso il contado della città di Pistoia (il cui territorio comunale era delimitato dalle mura medievali) fino al 1877, anno in cui furono annessi a quest'ultimo.

## Bastione
Il bastione e la porta Carratica (o Galiatica), successivamente indicata col nome di "porta Fiorentina" poiché rivolta verso Firenze, era larga 4,95 metri e alta 7. La sua struttura consisteva in un portone a volta e in uno sportello con armadio, caminetto e luogo comune, sportelli e vetratone e un'altra stanza con brace e legna insieme ad una casa per gli stranieri. Il bastione s'innestava nel vecchio ingresso cosicché l'aspetto monumentale della torre rimarcasse l'importanza di quest'ingresso che s'immetteva sulla strada più importante: quella Fiorentina. Dato che la porta si trovava coperta dal dente del bastione, se risultava improbabile il cannoneggiamento frontale, era invece possibile la difesa dell'ingresso con due cannoniere superiori sul setto murario perpendicolare all'accesso. Tale operazione permetteva il fuoco di rinfilato a mitraglia e la copertura della sortita dei fanti, in modo che essi si trovassero in un imbuto di fuoco, punto focale della linea d'assalto e di fuoco dell'assediante
Questa soluzione è notevolmente diversa da quelle adottate negli altri bastioni a Pistoia sebbene il principio fosse il medesimo. Inoltre sul fianco rientrato del bastione nord-ovest si aprivano due cannoniere a tiro teso che si affacciavano sulla Torre di Roccon Rosso; questo tratto presenta la sortita e il rispettivo sotterraneo.

## Comune
Il comune di Porta Carratica, che prendeva il nome dall'omonima porta, si estendeva per circa 21 km² e confinava con i comuni di Pistoia, Porta San Marco, Montale, Tizzana, Serravalle Pistoiese e Porta Lucchese. Al momento della soppressione il comune contava 7 580 abitanti e comprendeva le località di Badia a Pacciana, Canapale, Casa al Vescovo, Masiano, Chiazzano e Piuvica.